# شاي أحمر

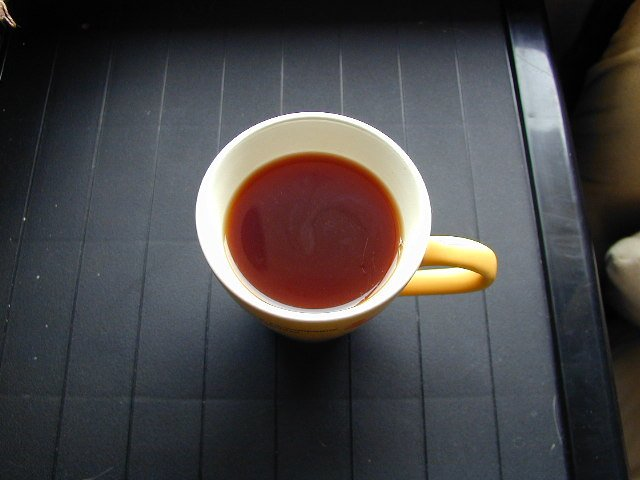
فنجان شاي أحمر

الشاي الأحمر مشروب ساخن يصنع من أوراق نبتات معينة من الشاي بعد إخضاعها لعملية أكسدة لفترة أطول من باقي أنواع الشاي (الأخضر والأبيض والألونج).

## كبار منتجي الشاي الأسود
المنتجين الأساسيين وفقاً لنسبة الإنتاج العالمي، وأشهر العلامات التجارية التابعة لهم:
- يونيليفر: ليبتون (17.6%).
- المؤسسة البريطانية للأغذية: توايننغز (4.4%).
- تاتا للشاي: تيتلي (4.0%).

## الصحة
يحتوي الشاي الأسود غير المحلى والخالي من الإضافات على كميات ضئيلة من السعرات الحرارية والبروتينات والصوديوم والدهون.